# Batalla de Ventersdorp
La Batalla de Ventersdorp es el nombre con el que se conoce a un incidente violento que ocurrió mientras se estaba llevando a cabo la disolución del régimen de apartheid en Sudáfrica, en 1991.
El incidente (ya que técnicamente no fue una batalla) sucedió en la noche del 9 de agosto de 1991, a consecuencia del discurso que tenía programado el presidente Frederik de Klerk en el Ayuntamiento de Ventersdorp, una pequeña ciudad poblada mayoritariamente por blancos afrikáner en la Provincia del Noroeste.
La Batalla de Ventersdorp es recordada como un punto de inflexión, en que el gobierno de De Klerk cortó sus lazos con los principios del nacionalismo radical afrikáner, si bien pasaron otros tres años hasta que se celebraron las primeras elecciones democráticas.

## La "Batalla"
Unos 2000 seguidores del Movimiento de Resistencia Afrikáner (AWB), armados con rifles de caza y pistolas, se concentraron junto al ayuntamiento con la intención de tomarlo por la fuerza. En el lugar también se encontraban unos 2000 agentes de la policía sudafricana (SAP, por sus siglas en inglés). La AWB empleó muchas tácticas no convencionales. Al parecer llevaban yeso de París en las extremidades para protegerse de los perros policía. Las imágenes de vídeo muestran a los miembros de AWB entrelazando los brazos y llevando trapos y vinagre para disminuir los efectos del gas lacrimógeno.
El enfrentamiento comenzó cuando simpatizantes del AWB sabotearon el suministro eléctrico de la ciudad y abrieron fuego contra la policía, que recibió órdenes de disparar a matar. Como consecuencia de esta primera acción, tres policías fueron heridos (ninguno de gravedad), mientras que uno de los simpatizantes del AWB murió a consecuencia de los disparos efectuados por agentes de la SAP. A continuación, los simpatizantes del AWB abrieron fuego sobre un minibús de la SAP, que al devolver el fuego acabó con otras dos vidas. En total, perdieron la vida tres miembros de AWB y un civil. Mientras que seis policías, 13 miembros de AWB, y 29 civiles fueron heridos durante los enfrentamientos.
Una vez que la AWB cortó la electricidad y disparó contra la policía, se ordenó a la policía que disparara a matar. Tres policías resultaron heridos, ninguno de ellos de muerte, mientras que la policía mató a un miembro del AWB. La AWB también disparó contra un minibús de la policía. Dos miembros de AWB murieron y 13 resultaron heridos cuando la policía respondió al fuego desde el minibús.
Terre'Blanche se propuso aparecer delante de las cámaras de televisión y dijo (en afrikáans): "¿Dónde está De Klerk? Quiero hablar con él. Vino aquí armado. Aquí yace un hombre en el suelo y allí yace un hombre" (refiriéndose a los policías heridos).
Al final del incidente, tres miembros del AWB, un civil que estaba en la zona. Mientras tanto 13 miembros del AWB, seis policías y 29 civiles fueron heridos.

## Causas del incidente
Frederik de Klerk accedió al poder sabiendo que los días para la caída del régimen de apartheid estaban contados, debido a varios hechos, como el término de la Guerra Fría en 1989 con la caída del Muro de Berlín. Ya durante el mandato de su antecedente, P.W. Botha, Sudáfrica negociaba el Acuerdo Tripartito de Nueva York en 1988, en que los beligerantes extranjeros en la Guerra de Frontera entre el África del Sudoeste y Angola (incluyendo a Cuba y Sudáfrica) debían retirar las tropas de Angola antes de que acabase 1989, y que África del Sudoeste recibiera su independencia en 1990, como Namibia. Pero el hecho con el que comenzó el fin del sistema racista en Sudáfrica sucedió en febrero de 1990, cuando Frederik de Klerk, cediendo a presiones internacionales, revocó la prohibición de afiliación al Congreso Nacional Africano (ANC), y nueve días más tarde aprobó la liberación de prisión del líder del ANC Nelson Mandela.
Como resultado de los cambios instituidos por la administración de De Klerk, los nacionalistas afrikáner fomentaron entre los miembros de su comunidad una visión sobre el presidente que era la de un traidor que había vendido a su pueblo a cambio de un lugar en el nuevo sistema de gobierno.
Fue la primera vez en la historia independiente del país en que murieron personas afrikáner a manos de policías en una manifestación.

### Opositores de De Klerk

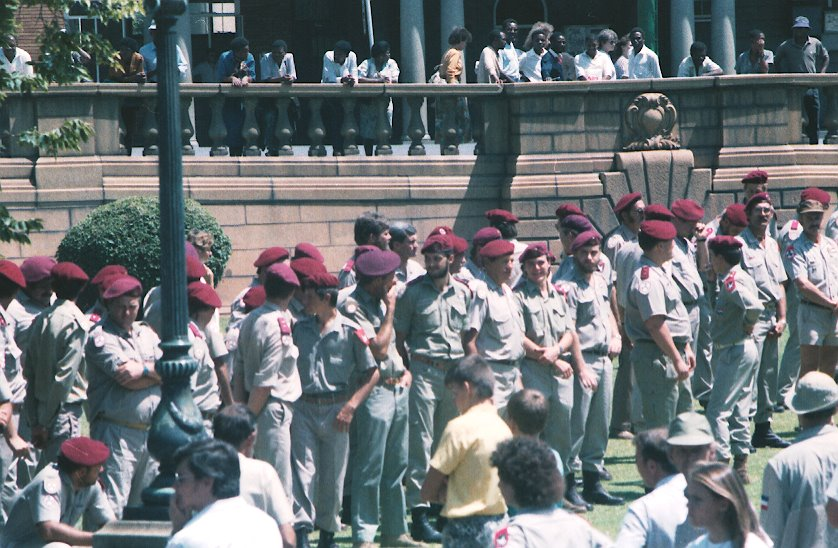
Militantes de AWB, participando en una manifestación en 1992.

La oposición a los acuerdos con Nelson Mandela llegó de muchos sectores del público afrikáner (y también del anglo-sudafricano), con opositores en el Partido Nacional del presidente y algunos de los líderes del Partido Conservador como el General retirado de la Fuerza Defensa Sudafricana Constand Viljoen.
En el extremo del movimiento de oposición se encontraba la AWB, una milicia afrikáner de modelo muy semejante al NSDAP alemán, que incluso usaba como enseña una esvástica modificada, formada por tres números 7. El jefe del AWB, Eugène Terre'Blanche, prometió a los afrikáneres que podrían derribar el gobierno de De Klerk si conseguían quebrar su voluntad de continuar con el proceso, y propuso hacer una campaña de degaste político contra el gobierno, realizando manifestaciones masivas de militantes de su organización para atraer más seguidores.

## Consecuencias
El creciente conflicto entre grupos de derecha y el gobierno ha sido identificado como uno de los acontecimientos más significativos en el transcurso de 1991, con la Batalla de Ventersdorp como su punto culminante. Los acontecimientos en Ventersdorp, así como los avances de la oposición de derecha en las elecciones parciales blancas, llevaron a De Klerk a convocar un referéndum referéndum sudafricano de 1992. El referéndum confirmó el apoyo de los blancos al proceso de negociación, a pesar de la continua oposición de la extrema derecha.
Tras el fin del apartheid, Terre'Blanche y sus partidarios solicitaron amnistía para la batalla de Ventersdorp y otros actos. La amnistía fue concedida por la Comisión de la Verdad y la Reconciliación.
Los tres miembros muertos de la AWB, A. F. Badenhorst, G. J. Koen y J. D. Conradie, fueron honrados en una ceremonia de la AWB en octubre de 1994, en Ventersdorp. Un monumento todavía recuerda su muerte.